# Lars Nieberg
Lars Nieberg, född den 24 juli 1963 i Wittingen i Västtyskland, är en tysk ryttare.
Han tog OS-guld i lagtävlingen i hoppning i samband med de olympiska ridsporttävlingarna 2000 i Sydney.

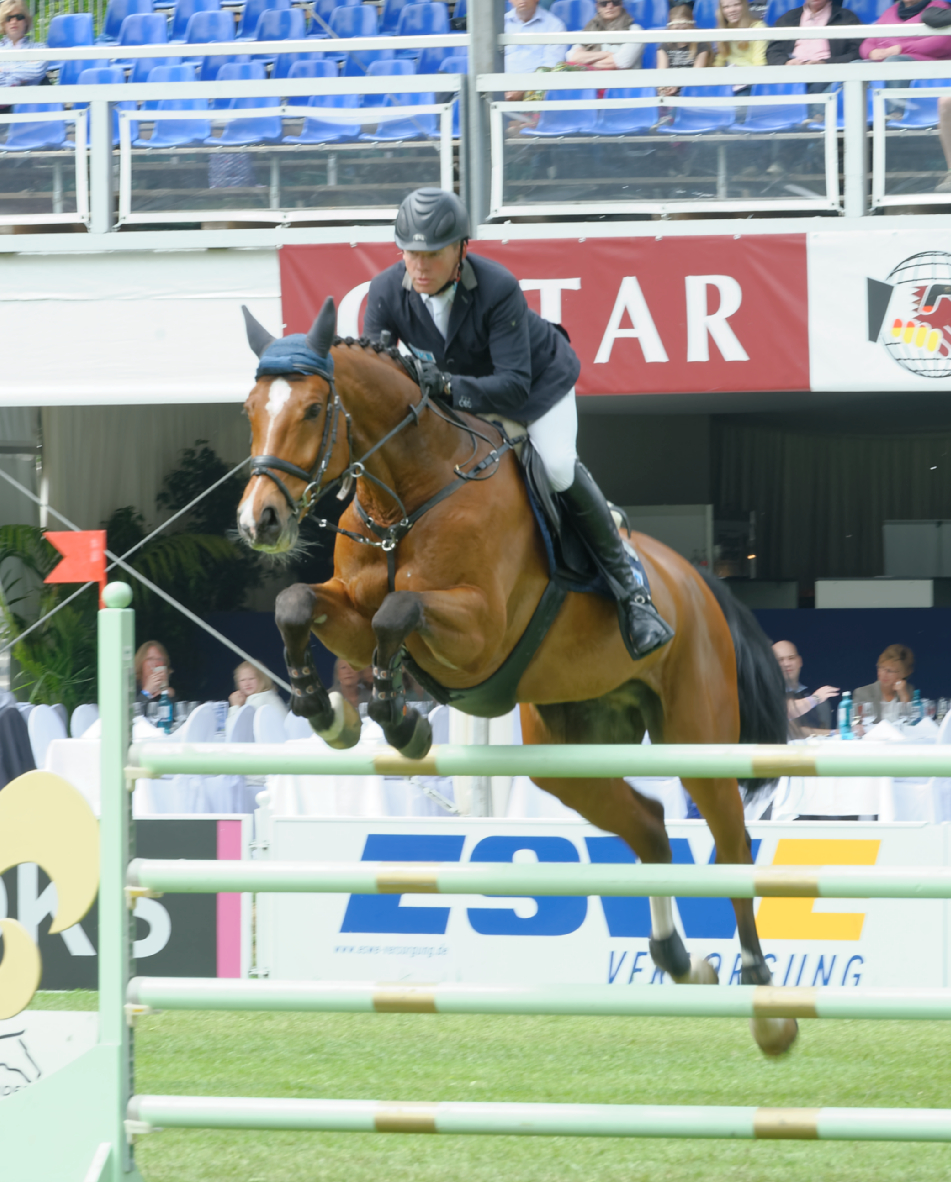
Lars Nieberg with Chactus at CSIYH* in Wiesbaden 2015